# Carlo Jadnanansing

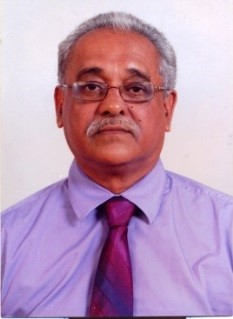
Carlo Jadnanansing

Carlo Randjit Jadnanansing (Paramaribo, 29 november 1945) is een Surinaams jurist, notaris en literatuurcriticus.

## Opleiding
Tot 1964 volgde Jadnanansing de Algemene Middelbare School (AMS) in Paramaribo. In 1970 behaalde hij zijn Doctoraal Examen Notarieel Recht aan de Rijksuniversiteit te Leiden (Nederland), mede rechtgevende op de titel kandidaat-notaris. In 1972 behaalde hij zijn Doctoraal Examen Nederlands Recht (Privaatrechtelijke studierichting), met als keuzevakken o.a. criminologie (bij prof. W.H. Nagel), criminalistiek en forensische psychiatrie, eveneens aan de Rijksuniversiteit te Leiden, onder meer rechtgevende op het bekleden van functies in de Advocatuur, het Openbaar Ministerie en de Rechterlijke Macht. Van 2004 tot 2006 studeerde hij eveneens in Leiden Indologie en hij volgde colleges op het gebied van de Westerse filosofie. Na 1990 vatte hij een zelfstudie aan op het gebied van de Indiase filosofie, mystiek en het hindoeïsme in het algemeen met de nadruk op de Advaita Vedanta-filosofie, (gedeeltelijk) onder leiding van wijlen dr. mr. drs. Jnan Adhin.

## Werkzaamheden
- 1970 t/m 1972 - Kandidaat-Notaris op notariaten te Den Haag.
- 1972 t/m 1978 - Advocaat bij het Hof van Justitie in Suriname (met het accent op strafzaken), tevens kandidaat-notaris verbonden aan het notariaat Gangaram Panday.
- 1973 t/m 1982 - Docent Criminologie en later Strafrecht aan de Universiteit van Suriname.
- 1978 t/m 30 november 2010 - Notaris in Suriname.
- 1989 t/m 1994 - Parttime docent erfrecht aan de ADEK Universiteit van Suriname.
- Vanaf 1 december 2010 - Als oud-notaris/ jurist/adviseur verbonden aan het notariaat Jadnanansing/Manna te Paramaribo.

Jadnanansing was lid of bestuurslid van verschillende organisaties, o.m. van de Koninklijke Notariële Broederschap van Nederland (1970-1994), de Vereniging van Notarissen en Kandidaat-notarissen in Suriname (sinds 1972), de Surinaamse Orde van Advocaten (1978-1981), de Surinaamse Juristen Vereniging (SJV) (sinds 1991; hij is ook erelid van deze vereniging), de redactie van het Surinaams Juristenblad (SJB) (1994-2013) en de Stichting Juridische Samenwerking Suriname-Nederland gevestigd te Paramaribo (vier jaar).
Verder was hij lid van de Raad van Advies van Ecosystems (beoefening van de landbouw en andere activiteiten op ecologisch-holistische basis), voorzitter van de Raad van Advies Jnan Adhin Fonds (verbreiding van de Vedantische eenheidsfilosofie), voorzitter van de Stichting Conservatorium Suriname (sinds 2011) en lid van de Raad van Toezicht van de Henri Frans de Ziel Stichting (opgericht 21 november 2006), vanaf 2008 heeft hij een substantiële bijdrage geleverd aan het tot stand komen van een monument met borstbeeld van Henri Frans de Ziel nabij het Presidentieel Paleis in Suriname.
Jadnanansing was lid van de Raad van Commissarissen van verschillende bedrijven, president-commissaris van Millers, Beta Group en Self Reliance, thans Clico, Bellevue en MRI Centrum.
Verder had hij zitting in overheidscommissies: hij was lid van de Commissie Invoering Nieuw Wetboek van Strafprocesrecht (1997-1999) onder voorzitterschap van prof. mr. dr. L.Th. Waaldijk; vice-voorzitter van de Presidentiële Commissie Grondenrechten, onder voorzitterschap van mr. dr. J. Silos (ingesteld februari 2006, met de opdracht te adviseren bij een oplossing voor de grondenrechten van Inheemsen en Marrons) en adviseur Presidentiële Commissie Grondconversie en Herziening Grondbeleid (beëdigd 26 september 2020).
In 2015 nam hij met Robby Parabirsing (Rappa) en Deryck Ferrier het initiatief voor de oprichting van het Don Walther Fonds. Vanuit het fonds sinds 2018 de Donner Schrijfwedstrijd gehouden.
Hij was van april 2016 tot april 2020 lid van de Sociaal-Economische Raad (SER) namens de regering van Suriname.

## Onderscheidingen
Carlo Jadnanansing werd in november 2005 benoemd tot Officier in de Ere-Orde van de Palm op grond van bijzondere maatschappelijke en wetenschappelijke prestaties.
Op 10 april 2019 is hem het eredoctoraat aangeboden door de Anton de Kom Universiteit, Faculteit juridische wetenschappen, waarbij hij de rede Terugkeer in de boezem van de Staat uitsprak.

## Publicaties

### Juridische artikelen
Jadnanansing publiceerde in het juridisch studentenblad Krutu, Maandblad voor Berechting en Reclassering (Nederland) en veelvuldig in het Surinaams Juristenblad.

### Journalistieke artikelen
Hij publiceerde talrijke krantenartikelen op het gebied van de filosofie, recht, maatschappelijke en politieke vraagstukken, Indiase liederen met commentaar, verder talrijke recensies van boekwerken, films, muziekuitvoeringen en toneelstukken in verschillende Surinaamse dagbladen en tijdschriften. Zijn recensies werden in drie bundels samengebracht.

### Boeken
- De Notariswet, Paramaribo 1997.
- Hoofdlijnen van het Surinaams Erfrecht (samen met co-auteur mr. dr. C.A. Kraan), Kluwer, Deventer (Nederland) 1998.
- Filosofische en Religieuze Varia, veertig artikelen van Jnan H. Adhin (redacteur), Paramaribo 2e druk 1999.
- Met recht over Recht geschreven, Ralicon, Paramaribo, december 2015.
- Handboek Surinaams Erfrecht (samen met co-auteur mr. dr. C.A. Kraan), Groningen 2017.
- Over Recht (op)recht gezegd(?), Ralicon, Paramaribo, april 2017.
- 83 Recensies, Ralicon, Paramaribo, september 2018.
- Recht voor allen, Ralicon, Paramaribo, april 2019.
- 40 Recensies, Ralicon, Paramaribo, december 2019.
- 60 Recensies, Ralicon, Paramaribo, mei 2020.
- Recht voor zijn raap, mei 2022.

## Persoonlijk
Tanja Jadnanansing is een dochter van Jadnanansing.